# Jurginskij rajon (Oblast' di Kemerovo)
Lo Jurginskij rajon in russo Юргинский район? è un rajon dell'Oblast' di Kemerovo, nella Russia europea; il capoluogo è Jurga. Istituito nel 1924, ricopre una superficie di 2.520 chilometri quadrati ed ospita una popolazione di circa 23.000 abitanti.